# Yvonne Adhiambo Owuor

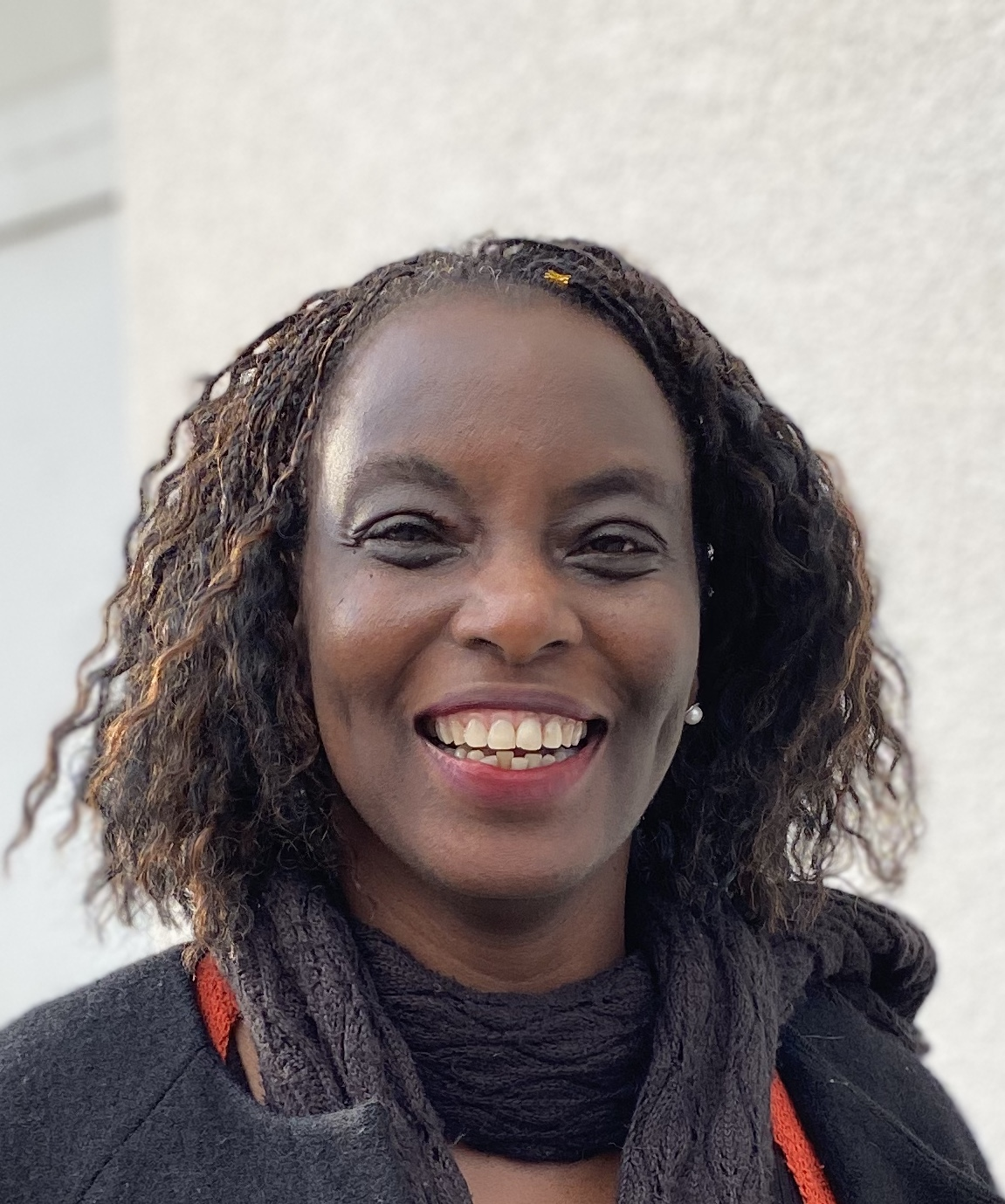
Yvonne Adhiambo Owuor

Yvonne Adhiambo Owuor (* 1968 in Nairobi, Kenia) ist eine kenianische Schriftstellerin.

## Leben
Owuor studierte Anglistik und Geschichte an der Kenyatta University in Nairobi, bevor sie ihren MA-Abschluss zum Thema Fernsehen/Video an der University of Reading in England machte. Anschließend studierte sie Kreatives Schreiben an der University of Queensland in Australien, welches sie mit einer Arbeit zum Poeten Haji Gora Haji abschloss.
Neben ihrer Arbeit als Autorin hat Owuor von 2003 bis 2005 das Zanzibar International Film Festival geleitet. Dort war sie für das Literaturforum zuständig.
2019 wurde sie in die Anthologie New Daughters of Africa von Margaret Busby aufgenommen.

## Werk
2003 erhielt Owuor den britischen Caine Prize for African Writing für die beste neu erschienene Kurzgeschichte in englischer Sprache The Weight of Whispers. Diese war im gleichen Jahr in der von Binyavanga Wainaina gegründeten kenyanischen Literaturzeitschrift Kwani? (Swahili: für?) erstveröffentlicht worden. Abdulrazak Gurnah traf in diesem Fall als Vorsitzender des Preiskomitees die Entscheidung zugunsten von Owuor. Die Kurzgeschichte erschien 2006 als Buch bei Kwani Trust.
Zu den Veröffentlichungen der Schriftstellerin in den letzten Jahren zählen unter anderem die Novellen Dressing the Dirge, The State of Tides und The Knife Grinder's Tale. The Grinder's Tale wurde 2007 von R. L. Hooker verfilmt. Des Weiteren wurde ihr fiktionaler Essay Imagined Waters in der südafrikanischen Literaturzeitschrift Chimurenga Chronic veröffentlicht.

### Dust
Owuors erster Roman erschien 2014. In Dust thematisiert sie die politischen Unruhen nach den Wahlen 2007 in Kenia. Anhand der Geschichte der Familie Oganda, die in einem aus der britischen Kolonialzeit stammenden Haus im Norden Ugandas lebt, verhandelt Owuor die jüngste kenianische Geschichte. Die Protagonistin Ajany kehrt aus Brasilien zurück in ihr Geburtsland und macht sich auf die Suche nach ihrem älteren Bruder Odidi, der in die politischen Machenschaften in Nairobi verstrickt war und verschwunden ist. Ihre Spurensuche wird in Rückblicken erzählt, die nach und nach die Geschichte der Familie Oganda aufdecken. Der Roman erschien 2016 beim DuMont Verlag in der deutschen Übersetzung von Simone Jakob.

### The Dragonfly Sea
In ihrem 2019 erschienenen Roman The Dragonfly Sea nimmt Owuor die Swahili-Küste und den Lamu-Archipel in den Fokus. Sie webt die Insel Pate in ein transnationales Beziehungsgeflecht ein, das die Protagonistin Ayaana von Kenia über China bis nach Istanbul führt. Der Entwicklungsroman nimmt die Verflechtungen zwischen China und der Swahili-Küste im Indischen Ozean zum Vorbild, die ins 14. Jahrhundert zurückreichen. Die historischen Beziehungen von China und Kenia, die auf ein Schiffsunglück vor der Kenianischen Küste zurückzuführen sind, nimmt Owuor im Roman kritisch in den Blick.
The Dragonfly Sea erschien 2020 mit dem Titel Das Meer der Libellen beim DuMont Verlag auf Deutsch ebenfalls in der Übersetzung von Simone Jakob.

### Literarischer Fokus und Forschung
Yvonne Owuor widmet sich in ihren fiktionalen Werken der neueren Geschichte Kenias. Dabei stehen neben Verhandlungen der politischen Zusammenhänge in Kenia die Themen Herkunft, Heimat und die Frage nach Zugehörigkeit im Vordergrund. Ihre Protagonisten sind suchende, die ihren Platz in der Welt zu finden versuchen.  Ihre Grundthemen sind die transnationalen Verflechtungen und die Landschaft, die Owuor als Akteurin in ihre Schreibweise einbezieht:
"Owuor’s prose is a physical expression of the landscape it evokes: raw, fragmented, dense, opaque. Beautiful, but brutally so. There’s a sort of lawless power at work in her text, a refreshing break from the clinical reserve so beloved by American M.F.A. programs. This language sweats. It bleeds." - Taiye Selasi, New York Times, Februar 2014. Rezension zu Dust.
Neben ihren fiktionalen Werken hat Owuor Forschungsarbeiten zur Swahili-Poesie veröffentlicht. Ihr Interesse gilt dabei der performativen Wirkung von Sprache. Sie hat anhand der Gedichte von Haji Gora Haji den Begriff der poem-maps entwickelt. Dies sind Navigationen über das Meer, die in Versform verinnerlicht werden können und damit die sprachliche Entsprechung einer Landkarte bilden.

## Preise und Auszeichnungen
- 2003: Caine Prize for African Writing für The Weight of Whispers.
- 2015: Jomo Kenyatta Prize for Literature für Dust.

### Stipendien
- 2018/19: Fellow am Wissenschaftskolleg zu Berlin

- 2021: Fellow im DAAD Artists-in-Berlin Program[7]

## Veröffentlichungen

### Fiktion
- The Weight of Whispers. Kwani Trust, Nairobi 2006, ISBN 9966-7008-3-8.
- Dust. Kwani Trust, Nairobi 2013, ISBN 978-9966-1598-3-0.
  - Der Ort, an dem die Reise endet. Aus dem Englischen von Simone Jakob. DuMont, Köln, ISBN 978-3-7632-6857-3.
- The Dragonfly Sea. Knopf, New York 2019, ISBN 978-0-451-49404-7
  - Das Meer der Libellen. Aus dem Englischen von Simone Jakob. DuMont, Köln. ISBN 978-3-8321-8114-7.

### Essays
- O-Swahili - language and liminality. In: Matatu Nr. 46. April 2015.
- In Search of Poem-Maps of the Swahili Seas: Three Sea Poems by Haji Gora Haji. In: Eastern African Literary and Cultural Studies Nr. 3–4, Oktober 2018, S. 164–178.
- Imagined Waters, in: Chimurenga Chronics.